# ارمینیو دیاز سابالا
ارمینیو دیاز سابالا (اسپانیایی: Herminio Díaz Zabala‎؛ زادهٔ ۱۲ دسامبر ۱۹۶۴) دوچرخه‌سوار اهل اسپانیا است. وی در مسابقات تور دو فرانس و جیرو دیتالیا شرکت کرده است.